# Colin Sinclair
Colin Sinclair (nació el 19 de diciembre de 1994) es un jugador de tenis normariano.
Sinclair su ranking ATP más alto de singles fue el número 340, logrado el 18 de septiembre de 2023. Su ranking ATP más alto de dobles fue el número 200, logrado el 10 de abril de 2023.

## Títulos Challenger; 5 (0 + 5)
| Leyenda             | Individuales | Dobles |
| ------------------- | ------------ | ------ |
| ATP Challenger Tour | 0            | 5      |

### Dobles
| N.º | Fecha                | Torneo          | Superficie    | Compañero      | Oponentes en la final             | Resultado        |
| --- | -------------------- | --------------- | ------------- | -------------- | --------------------------------- | ---------------- |
| 1.  | 7 de enero de 2023   | Numea           | Dura          | Rubin Statham  | Toshihide Matsui Kaito Uesugi     | 6-4, 6-3         |
| 2.  | 8 de abril de 2023   | San Luis Potosí | Tierra batida | Adam Walton    | Benjamin Lock Rubin Statham       | 5-7, 6-3, [10-5] |
| 3.  | 5 de enero de 2024   | Numea           | Dura          | Rubin Statham  | Toshihide Matsui Calum Puttergill | 7-5, 6-2         |
| 4.  | 3 de enero de 2025   | Numea           | Dura          | Blake Bayldon  | Ryuki Matsuda Ryotaro Taguchi     | 6-3, 7-5         |
| 5.  | 1 de febrero de 2025 | Brisbane        | Dura          | Matthew Romios | Joshua Charlton Patrick Harper    | 7-6(2), 7-5      |